# JAMA Psychiatry
JAMA Psychiatry, chiamato fino al 2013 Archives of General Psychiatry, è una rivista medica mensile sottoposta a revisione paritaria, pubblicata dall'American Medical Association.
Tratta di ricerche originali in psichiatria, salute mentale, scienze comportamentali e discipline correlate.  La rivista è stata fondata nel 1919 col nome di Archives of Neurology and Psychiatry e nel 1959 è stata divisa in due riviste separate: Archives of Neurology e Archives of General Psychiatry. Nel 2013, i loro nomi sono cambiati rispettivamente in JAMA Neurology e JAMA Psychiatry. Il caporedattore è Dost Öngür (Università di Harvard, McLean Hospital).

## Indicizzazione
Gli abstract e gli articoli della rivista sono indicizzati da: Index Medicus/MEDLINE/PubMed.
Secondo il Journal Citation Reports, la rivista ha un fattore di impatto per il 2021 pari a 25,911, collocandosi al 3º posto fra 157 riviste presenti nella categoria "Psichiatria".